# Jürgen Klinge
Jürgen Klinge (* 27. Juni 1940 in Leipzig) ist ein ehemaliger deutscher Ringer.

## Werdegang
Klinge wuchs in Leipzig auf und begann als Jugendlicher mit dem Ringen. Er wurde Mitglied des SC Leipzig und entwickelte sich dort zu einem hervorragenden Ringer im griechisch-römischen Stil. 1962 wurde er auch auf der internationalen Ringerebene bekannt, als er bei dem „Werner-Seelenbinder-Turnier“ in Leipzig im Halbschwergewicht den 4. Platz belegte. Von 1964 bis 1972 vermochte sich Klinge bei den DDR-Meisterschaften im griechisch-römischen Stil im Halbschwer- und Schwergewicht immer im Vorderfeld zu platzieren. DDR-Meister wurde er insgesamt fünfmal.
Kuriosität am Rande: 1964 wurde Klinge DDR-Vizemeister im Halbschwergewicht hinter Herbert Albrecht und schon drei Jahre später, 1967, wurde er DDR-Meister im Halbschwergewicht vor Peter Wismer und Fredi Albrecht, dem Sohn von Herbert Albrecht.
Ab 1965 wurde Klinge auch häufig bei den großen internationalen Meisterschaften eingesetzt. Seine besten Ergebnisse waren dabei ein 5. Platz bei der Weltmeisterschaft 1967 in Bukarest im Halbschwergewicht, wo ihm auch ein Sieg über den späteren mehrfachen schwedischen Weltmeister Per Svensson gelang und ein 5. Platz bei der Europameisterschaft 1970 in Berlin, wo er gegen den rumänischen Weltmeister Nicolae Martinescu gewann und ihm gegen den ungarischen Weltklasseringer Ferenc Kiss ein Unentschieden gelang. In den Jahren 1969 und 1970 musste Jürgen Klinge darunter leiden, dass die DDR aus wirtschaftlichen Gründen keine Ringer im griech.-röm. Stil zu den Weltmeisterschaften entsandte und 1969 der Europameisterschaft in Modena aus politischen Gründen fernblieb.
1968 vertrat Klinge die DDR auch bei den Olympischen Spielen in Mexiko-Stadt, kam dort aber nur auf den 12. Platz. Im Jahre 1972 wurde er vor Fredi Albrecht vom SC Motor Zella-Mehlis noch einmal DDR-Meister im Schwergewicht. Bei den Olympischen Spielen dieses Jahres in München wurde ihm aber vom DDR-Ringerverband Fredi Albrecht vorgezogen. Er beendete daraufhin seine Ringerlaufbahn.

## Internationale Erfolge
(OS = Olympische Spiele, WM = Weltmeisterschaft, EM = Europameisterschaft, GR = griech.-röm. Stil, Hs = Halbschwergewicht, S = Schwergewicht, SS = Superschwergewicht damals bis 87 kg bzw. 97 kg u. bis 100 kg Körpergewicht bzw. über 100 kg Körpergewicht)
- 1962, 4. Platz, „Werner-Seelenbinder-Turnier“ in Leipzig, GR, Hs, hinter Lennart Persson, Schweden, Günter Pötsch, Österreich und Radoslaw Kasabow, Bulgarien und vor Günter Schmidt, DDR;
- 1965
  - 4. Platz, Turnier in Klippan/Schweden, GR, Hs, hinter Petar Cucic, Jugoslawien, Stig Persson, Schweden und Helmut Gössner, BRD und vor Gunnar Larsson, Schweden;
  - 8. Platz, WM in Tampere, GR, Hs, mit einem Sieg über Heinz Kiehl, BRD und Niederlagen gegen Josef Prenosil, CSSR und Waleri Anisimow, UdSSR;
- 1966, 8. Platz, EM in Essen, GR, Hs, mit einem Sieg über Karel Struyf, CSSR und Niederlagen gegen Alexei Karmazkich, UdSSR und Aimo Mäenpää, Finnland;
- 1967
  - 2. Platz, Turnier in Klippan, GR,Hs, hinter Per Svensson, Schweden und vor Josip Čorak, Jugoslawien und Tore Hem, Norwegen;
  - 3. Platz, Turnier in Greiz, GR,Hs, hinter Zinzarow, Bulgarien und Bartunek, Polen;
  - 5. Platz, WM in Bukarest, GR, Hs, mit Siegen über Gery Stensland, USA, Caj Malmberg, Finnland und Per Svensson und einer Niederlage gegen Nicolae Martinescu, Rumänien;
- 1968
  - 3. Platz, Turnier in Zella-Mehlis, GR, Hs, hinter Per Svensson und Fredi Albrecht, DDR;
  - 6. Platz, EM in Västerås, GR, Hs, mit einem Sieg über Peter Jutzeler, Schweiz und Niederlagen gegen Waleri Anisimow und Bojan Radew, Bulgarien;
  - 12. Platz, OS in Mexiko-Stadt, GR, Hs, nach Niederlagen gegen Ferenc Kiss, Ungarn und Nicolae Martinescu;
- 1969
  - 5. Platz, Turnier in Klippan, GR, S, hinter Nicolae Martinescu, Tor Hem, Nordström, Schweden und Lennart Eriksson, Schweden und vor Herbert Schwarz, BRD;
  - 3. Platz, „Wladislaw-Pytlasinski-Turnier“ in Warschau, GR, S, hinter Ferenc Kiss und Andrzej Skrzydlewski, Polen;
- 1970, 3. Platz, Turnier in Klippan, GR, SS, hinter Roland Bock, BRD und Anatoli Kotschnew, UdSSR und vor Arne Robertsson, Schweden;
- 1971
  - 1. Platz, „Werner-Seelenbinder-Turnier“ in Berlin, GR, S, vor Fredi Albrecht und Kamen Losanow Goranow, Bulgarien;
  - 14. Platz, WM in Sofia, GR, S, nach Niederlagen gegen Wassili Merkulow, UdSSR und Per Svensson

## Länderkämpfe
- 1965, DDR gegen Japan, GR, Hs, Schultersieger über Kenjirō Hiraki,
- 1965, DDR gegen Rumänien, Unentschieden gegen Constantin Bosoiu,
- 1966, DDR gegen Schweden, Punktniederlage gegen Per Svensson,
- 1966, DDR gegen Schweden, Punktniederlage gegen Per Svensson

## DDR-Meisterschaften
- 1964, 2. Platz, GR, Hs, hinter Herbert Albrecht, SC Motor Zella-Mehlis und vor Täsch, Dynamo Bitterfeld,
- 1965, 1. Platz, GR, Hs, vor Pötsch, SC Motor Jena und Ziege, Motor Tambach-Dietharz,
- 1966, 1. Platz, GR, Hs, vor Peter Wismer, SG Dynamo Luckenwalde und Günter Schmidt, ASK Vorwärts Rostock,
- 1967, 1. Platz, GR, Hs, vor Peter Wismer und Fredi Albrecht, SC Motor Zella-Mehlis,
- 1968, 1. Platz, GR, Hs, vor Fredi Albrecht und Peter Wismer,
- 1969, 2. Platz, GR, S, hinter Fredi Albrecht und vor O. Wismer, Dynamo Eisenach,
- 1971, 2. Platz, GR, S, hinter Fredi Albrecht und vor Dietmar Wolter, ASK Vorwärts Rostock,
- 1972, 1. Platz, GR, S, vor Fredi Albrecht und H.-Jürgen Bohndorf, SC Leipzig